# Gillian Cooke
Gillian Cooke, née le 3 octobre 1982, est une bobeuse britannique. Elle est la seule britannique à avoir remporté un titre de championne du monde acquis en 2009 à Lake Placid avec Nicola Minichiello comme pilote.

## Palmarès

### Championnats du monde de bobsleigh
- : médaillée d'or en bob à 2 aux championnats monde de 2009.

### Coupe du monde
- 2 podiums : 1 deuxième place et 1 troisième place.